# Jonas Siméon
Jonas Siméon (ur. 13 sierpnia 1979) – haitański piłkarz występujący na pozycji obrońcy.

## Kariera klubowa
W 2007 roku Siméon rozpoczął grę dla klubu Tempête FC. W sezonach 2008, 2009 oraz 2010 wywalczył z nim mistrzostwo fazy Ouverture (sezon otwarcia). W 2016 roku zakończył karierę.

## Kariera reprezentacyjna
W reprezentacji Haiti Siméon wystąpił jeden raz, w 2008 roku. Rok wcześniej został powołany do kadry na Złoty Puchar CONCACAF 2007. Nie zagrał jednak na nim w żadnym meczu, a Haiti zakończyło turniej na fazie grupowej.